# Catasticta philoscia
Catasticta philoscia är en fjärilsart som först beskrevs av Felder 1861.  Catasticta philoscia ingår i släktet Catasticta och familjen vitfjärilar.
Artens utbredningsområde är Venezuela. Inga underarter finns listade i Catalogue of Life.